# Точилари
Точилари е село в Североизточна България. То се намира в община Кубрат, област Разград.

## Култура
Местният любителски футболен отбор „Златен лист“ е основан през 2014 година. През 2022/23 година се състезава в ОФГ Разград.